# بابی لی
بابی لی (انگلیسی: Bobby Lee؛ زادهٔ ۱۷ سپتامبر ۱۹۷۲) بازیگر اهل ایالات متحده آمریکا است. وی از سال ۱۹۹۹ میلادی تاکنون مشغول فعالیت بوده‌است.
از فیلم‌ها یا برنامه‌های تلویزیونی که وی در آن نقش داشته‌است، می‌توان به مطب دام‌پزشکی، ویش دراگون، جک‌پات! و چگونه پایان می‌پذیرد اشاره کرد.